# عيدان الإجمالي
عيدان الإجمالي (بالإنجليزية: Edan Gross)‏ هو ممثل أمريكي، ولد في 1978.

## أعمال

### أفلام
- (1988) لعبة طفل

## وصلات خارجية
- عيدان الإجمالي على موقع IMDb (الإنجليزية)
- عيدان الإجمالي على موقع ألو سيني (الفرنسية)
- عيدان الإجمالي على موقع ميوزك برينز (الإنجليزية)
- عيدان الإجمالي على موقع أول موفي (الإنجليزية)
- عيدان الإجمالي على موقع قاعدة بيانات الأفلام السويدية (السويدية)
- عيدان الإجمالي على موقع قاعدة بيانات الفيلم (الإنجليزية)
- عيدان الإجمالي على موقع كينوبويسك (الروسية)